# Џон Гришам
Џон Реј Гришем Млађи (рођен 8. фебруара 1955)  је романописац, адвокат, политичар, и активиста, познат по својим популарним правним трилерима. Његове књиге су преведене на 42 језика и објављене широм света.
Грисхам је дипломирао на Државном универзитету у Мисисипију и стекао звање ЈД 1981. на Правној школи Универзитета у Мисисипију. Отприлике једну деценију бавио се кривичним правом и служио је у Представничком дому Мисисипија од јануара 1984. до септембра 1990.
Његов први роман, Време за убиство,  објављен је у јуну 1989., четири године након што га је почео писати. Од 2012. његове књиге су продате у преко 275 милиона примерака широм света. Добитник британске награде за најбољу књигу, Гришем је један од само три аутора која су продала два милиона примерака у првом тиражу, а друга два су Том Кленси  и Џ.К. Роулинг .
Гришемов први бестселер „Фирма “ продат је у више од седам милиона примерака. Књига је адаптирана у истоимени дугометражни филм из 1993. године, у коме глуми Том Круз, и ТВ серију из 2012. године, која наставља причу десет година након догађаја из филма и романа. Осам његових других романа такође је адаптирано у филмове: Комора, Клијент, Насликана кућа, Пеликански поднесак, Машина кише, Побегли жири, Прескочити Божић и Време за убиство . Последња књига Гришема (која је уједно и његов 40. објављени роман), Заштитници, истражује причу о Кулену Посту, браниоцу и епископском свештенику, који ради на поништавању неправедне осуде.

## Детињство и младост
Гришем, други од пет браће и сестара, рођен је у Џоунсбороу у Арканзасу, као син Ванди (рођ. Скидмор) и Џона Реја Гришама. Отац му је радио као грађевински радник и на фарми памука, а мајка је била домаћица. Када је Гришем имао четири године, његова породица се настанила у Саутхевену, у Мисисипију .
Као дете је желео да буде бејзбол играч. У роману Насликана кућа, роману са јаким аутобиографским елементима, главни јунак, седмогодишњи фармер, изражава снажну жељу да постане играч бејзбола. Као што је напоменуто у предговору Калико Џоа, Гришем је одустао од играња бејзбола у доби од 18 година, након утакмице у којој је непријатељски бацач упецао лоптицу и уско је промашио да би младом Гришему нанесе велику штету.
Гришем је хришћанин од своје осме године и описао је своје преобраћење у хришћанство као "најважнији догађај" у животу. По завршетку правног факултета учествовао је у неком мисионарском раду у Бразилу, у оквиру Прве баптистичке цркве у Оксфорду.
Иако је Гришемовим родитељима недостајало формално образовање, мајка га је охрабрила да чита и припрема се за колеџ. Искусио је искуства из детињства због свог романа "Насликана кућа" . Гришем је почео радити за расадника биљака као тинејџер, заливајући грмље по 1,00 долар на сат. Ускоро је унапређен и зарађивао је 1,50 долар на сат. О послу је написао: "У њему није било будућности". Са 16 година Гришем се запослио код водоинсталатера, али каже да "никада није црпио инспирацију за тај јадни посао". 
Помоћу једног од очевих контаката, у 17. години успео је да нађе посао на асфалтној посади аутопута у Мисисипију. У то време несрећни инцидент га је "озбиљно" натерао на размишљање о факултету. Између посаде избила је туча са пуцњавом због чега је Гришем отрчао у оближњи тоалет и пронашао склониште. Изашао је тек након што је полиција привела починиоце. Довезао се аутом и почео размишљати о факултету. Следећи му је посао био у малопродаји, као продавачу у делу за мушко рубље у робној кући, што је описао као "понижавајући". У то време, Гришем је већ био на половини студија. Планирајући да постане порески адвокат, убрзо га је савладала "сложеност и лудост". Одлучио је да се врати у свој родни град као адвокат.
Похађао је колеџ северозападне државе Мисисипи у Сенатобији у Мисисипију и касније похађао универзитет Делта Стејту Кливленду . Гришем се толико напустио да је три пута мењао факултете пре него што је завршио диплому. Он је на крају дипломирао на Државном Универзитету Мисисипија 1977. године и прима диплому основник студија рачуноводста. Касније се уписао на Правни факултет Универзитета у Мисисипију да би постао порески правник, али његово интересовање се пребацило на опште грађанске парнице. Дипломирао је 1981.

## Каријера

### Право и политика
Гришем се бавио правном науком отприлике деценију и победио на изборима као демократа у Представничком дому у Мисисипију од 1984. до 1990, са годишњом платом од 8.000 долара.
Гришем је представљао седми округ, који је обухватао округ Десото . До свог другог мандата у државном законодавству Мисисипија био је потпредседник Одбора за расподеле и изборе и члан неколико других одбора.
Гришемова писачка каријера процветала је успехом његове друге књиге „Фирма “ и одрекао се правне науке, осим што се накратко вратио 1996. године да би се борио за породицу железничког радника који је убијен на послу. На његовој званичној веб страници се наводи: "Испоштовао је посвећеност пре него што се повукао из закона да би постао писац за пуно радно време. Гришем је успешно аргументовао случај својих клијената, зарадивши им исплату у износу од 683 500 долара - највећу пресуду у његовој каријери. " 

### Каријера писца
Гришем је рекао да се велики случај догодио 1984. године, али то није био његов случај. Док је висио по суду, слушао је 12-годишњу девојчицу како говори пороти шта јој се догодило. Њена прича заинтригирала је Гришема и он је почео гледати суђење. Видео је како су чланови пороте плакали док им је рекла да је силована и претучена. Гришем је касније написао у Њујорк Тајмсу да се тад родила прича.
Помишљајући „шта би се догодило да је девојчицин отац убио њене нападаче“, биле су му потребне три године да заврши своју прву књигу „Време за убиство“ . Проналажење издавача није било лако. Књигу је одбило 28 издавача пре него што је Винвуд Прес, непознати издавач, пристао да јој изда скромну штампу од 5.000 примерака. Објављена је у јуну 1989.
Дан након што је Гришем завршио "Време за убиство", започео је рад на свом другом роману, "Фирма" . Фирма је остала на листи бестселера Њујорк Тајмса 47 недеља, и постала је најпродаванији роман 1991. године.
Почевши од Насликане куће 2001. године, Гришем је свој фокус проширио законом на општи рурални југ, али наставио је да пише правне трилере брзином од једне године. Написао је и спортску фикцију и комедију. Написао је оригинални сценарио и продуцирао бејзболски филм Мајки из 2004. године, у којем је глумио Хари Коник.
2005. године Гришем је добио награду Пеги В. Хелмерих ауторску награду, коју сваке године додељује библиотека града Тулса .
Године 2010, Гришем је започео писање серије легалних трилера за децу узраста од 9 до 12 година. У њему се налази Теодор Бун, тринаестогодишњак који својим другарима из разреда даје правне савете у распону од спашавања заробљених паса до помагања родитељима да спрече да им неко преузме кућу. Рекао је: "Надам се пре свега забави и интересовању деце, али истовремено се тихо надам да ће их књиге на суптилан начин обавестити о закону." 
Такође је изјавио да га је његова ћерка Шеа инспирисала за лик Теодора Буна. "Моја ћерка Шеа је учитељица у Северној Каролини и када је добила пети разред и дала им да прочитају моју књигу, троје или четворо од њих су се након тога појавили и рекли да би волела да оду у правну професију." 
У интервјуу у октобру 2006. године у емисији Чарли Роуз, Гришем је изјавио да му је обично потребно свега шест месеци да напише књигу, а његов омиљени аутор је Џон ле Кар.
У 2017. Гришем је објавио два трилера. Острво Камино објављено је 6. јуна 2017. Рустер бар, објављен 24. октобра 2017, назван је његовим најоригиналнијим досадашњим радом, у часопису Њуз Хералд.

#### Значење југа
Неколико правних трилера Гришем постављено је у измишљени градић Клентон, у Мисисипију, у једнако измишљеном округу Форд, северозападном граду Мисисипију, још увек дубоко подељеном расизмом. Први роман постављен у Клентону био је Време за убиство .
Остале приче су: Последњи поротник, Позив, Веће, Пребројавање и Сикамор Роу . Приче из колекције Форд Каунти такође су постављене у и око Клентона. Остали Гришемови романи имају нефиктивна јужњачка значење, на пример Партнер је постављен у Билоксију, а велике делове Пеликановог поднеска и Бежећег жирија у Њу Орлеансу .
Насликана кућа је постављена и око места Блек Оак, Арканзас, где је Гришем провео део свог детињства.

## Приватни живот

### Брак
Гришем се оженио са Рени Џоунс 8. маја 1981. године. Пар има двоје деце заједно: Шеу и Тај. Тај је играо колеџ бејзбол за Универзитет у Вирџинији .

### Власништво над некретнинама
Породица проводи своје време између викторијанског дома на фарми изван Оксфорда у Мисисипију, куће у Дестину, на Флориди  и кондоминијума у МекКоркл Плејсу у Чапел Хилу, Северна Каролина, купљене 2008.

### Религија
Као баптист,  он се залаже за одвајање цркве и државе . Једном је рекао, „Имам неколико веома дубоких верских убеђења која држим за себе, а када видим људе који их користе у политичке сврхе, то ме јако иритира“. Касније у животу, Гришем се преобратио у Пресбитеријанску цркву. Указао је на склоност високо образованијем свештенству и жељу за "достојанственијим" стилом богослужења. 

### Бејзбол
Гришем је читаву страст за бејзболом демонстрирао делимично и подршком активностима у Малој Лиги, и у Оксфорду и у Шарлотсвилу . Грисхам је 1996. године саградио омладински бејзбол комплекс од 3,8 милиона долара.
Као што напомиње у предговору Калико Џоа, сам Гришем је престао да игра бејзбол након што му је лопта коју је бацио бацач умало нанијела озбиљну повреду. Ово искуство створило је Гришему сталну одбојност према бацачима.
И даље је обожаватељ тима за бејзбол Државног универзитета у Мисисипију и писао о својим везама са универзитетом и Left Field Lounge у уводу за књигу Дуди Нобл Филд: А Селебрејшн оф МСУ Бејзбол .
Откако се преселио у област Шарлотсвил, Гришем је постао присталица клуба Вирџинија Каваљера и редовно је виђен како седи на терену на кошаркашким играма. Гришем је такође допринео донацији у износу од 1,2 милиона долара тиму Каваљера за бејзбол у Шарлотсвилу, Вирџинија, који је коришћен током обнове Девенпорт Филда  2002. године.

## Политички активизам
Гришем је члан управног одбора Пројекта невиности, који води кампање за ослобађање неправедно осуђених на основу ДНК доказа. Пројекат невиности тврди да погрешне пресуде нису изоловани или ретки догађаји, већ да потичу од системских недостатака. Гришем је сведочио пред Конгресом у име Пројекта невиности.
Гришем се појавио на Дејтлајн НБЦ, Бил Мојерс часопису о ПБС-у, и другим програмима. Писао је за Њујорк Тајмс 2013. године о неправедно затвореном затворенику у Гуантанаму .
Гришем се противи смртној казни и тај став врло снажно изражaва у Исповеди . Он сматра да су стопе затвора у Сједињеним Државама превисоке, а правосудни систем "затвара превише људи". Наводећи примере који укључују "црне тинејџере због мањих оптужби за дрогу" онима који су гледали дечију порнографију на интернету ", он је контроверзно додао да верује да нису сви гледаоци дечије порнографије нужно педофили. Чувши од многих људи против ове позиције, касније је ту изјаву повукао у посту на Фејсбуку .
Универзитетске библиотеке у Мисисипију, Одељење за рукописе, чувају собу Џона Гришема , архиву која садржи материјале који су настали током мандата аутора као државног представника у Мисисипију и који се односе на његове радове. 2012. године у његову част преименована је Правна библиотека на Правном факултету Универзитета у Мисисипију. Више од деценија носила је име сенатора Џејмса Истленда.
У 2015. Гришем је, заједно са још око 60 других људи, потписао писмо објављено у Клерион Леџеру, позивајући да се уклони уметак испод заставе Мисисипија који садржи заставу Конфедерације . Коаутор писма је с аутором Грегом Илесом ; пар је контактирао разне јавне личности из Мисисипија ради подршке.

## Награде и признања
- 1993. Златна плоча Америчке академије достигнућа [49]
- 2005. Награда за признање аутора Пеги В. Хелмерих
- Британска награда за животно дело, 2007.
- Награда за стваралаштво за белетристику у библиотеци Конгреса
- 2011. Уводна награда Харпер Ли за правну фантастику за Исповест [50]
- Награда Харпер Ли за правну фантастику за Сикамор Роу за 2014.[51]

### Романи
- A Time to Kill (1989)
- The Firm (1991)
- The Pelican Brief (1992)
- The Client (1993)
- The Chamber (1994)
- The Rainmaker (1995)
- The Runaway Jury (1996)
- The Partner (1997)
- The Street Lawyer (1998)
- The Testament (1999)
- The Brethren (2000)
- A Painted House† (2001)
- Skipping Christmas† (2001)
- The Summons (2002)
- The King of Torts (2003)
- Bleachers† (2003)
- The Last Juror (2004)
- The Broker (2005)
- The Innocent Man(2006)
- Playing for Pizza† (2007)
- The Appeal (2008)
- The Associate (2009)
- The Confession (2010)
- The Litigators (2011)
- Calico Joe† (2012)
- The Racketeer (2012)
- Sycamore Row (2013)
- Gray Mountain (2014)
- Rogue Lawyer (2015)
- The Whistler (2016)
- Camino Island† (2017)
- The Rooster Bar (2017)
- The Reckoning (2018)
- The Guardians (2019)
- Camino Winds† (2020)

### Дечији правни трилери
- Теодор Бун: Дете правник (2010)
- Теодор Бун: Абдукција (2011)
- Теодор Бун: Оптужени (2012)
- Теодор Бун: Активиста (2013)
- Теодор Бун: Бегунац (2015)
- Теодор Бун: Скандал (2016)
- Теодор Бун: Саучесник (2019)

### Кратке приче
- " Округ Форд " (2009)
- " Тумор " † (2016)
- "Партнери" (2016)
- "Сведок суђења" (2016)

### Нон-фикција
- Благодат Ваведансера: Почаст Франку Милеру (2002)

 —са Пет Конри, Стивеном Кингом и Питером Страубом
- Невин човек: убиство и неправда у малом граду (2006) 

 < —Прича о Роналду „Рону“ Кејт Вилијамсону
- Не прекидајте свој дневни посао: Признати аутори и они који су напустили дан (2010) 

  - са разним ауторима

## Адаптације

### Играних филмова
- The Firm (1993)[53]
- The Pelican Brief (1993)[53]
- The Client (1994)[53]
- A Time to Kill (1996)[53]
- The Chamber (1996)[53]
- The Rainmaker (1997)[53]
- The Gingerbread Man (1998)
- A Painted House (2003) television film
- Runaway Jury (2003)[53]
- Mickey (2004)
- Christmas with the Kranks (2004)[53]

### Телевизија
- Клијент (1995–1996) 1 сезона, 20 епизода
- Улични адвокат (2003) ТВ пилот
- Фирма (2011–2012) 1 сезона, 22 епизоде
- Невин човек (2018) 1 сезона, 6 епизода